# Copalillo
Copalillo är en ort i Mexiko.   Den ligger i kommunen Copalillo och delstaten Guerrero, i den sydöstra delen av landet, 160 km söder om huvudstaden Mexico City. Copalillo ligger 886 meter över havet och antalet invånare är 5 993.
Terrängen runt Copalillo är kuperad. Runt Copalillo är det ganska glesbefolkat, med 24 invånare per kvadratkilometer. Copalillo är det största samhället i trakten. I omgivningarna runt Copalillo växer huvudsakligen savannskog.